# Уровень потерь при дефолте
Уровень потерь при дефолте —  (англ. loss given default или LGD) — один из основных параметров кредитного риска, определяющий процент стоимости актива, который теряется при дефолте. Уровень потерь считается от стоимости в момент дефолта. Данный параметр используется при определении экомомического и регуляторного капитала финансовой организации.  
Уровень потерь при дефолте используется как составная часть оценки кредитного риска при выдаче средств заемщикам или при покупке ценных бумаг. Вместе с вероятностью дефолта и величиной кредитного требования, подверженной риску дефолта, уровень потерь является ключевым параметром при расчете необходимого капитала (экономического или регуляторного) финансовых компаний в рамках Базельских соглашений. При этом ожидаемые кредитные убытки в простом случае рассчитываются как произведение вероятности дефолта, уровня потерь при дефолте, и величиной кредитного требования, подверженной риску дефолта.

## Способы моделирования уровня потерь при дефолте
Предсказание уровня потерь при дефолте затруднено из-за небольшого количества наблюдаемых дефолтов и большого разнообразия обстоятельств дефолта и из-за сложного распределения, меняющегося со временем. Одним из основных способов моделирования является статистическое моделирование, например линейная регрессия. Часто вместо моделирования уровня потерь используют его ожидаемое значение. Для моделированя уровня потерь при дефолте можно также использовать метод статистических симуляций, которые опираются на состояние макроэкономики.  В некоторых случаях применяют методы машинного обучения, такие как нейронные сети и дерево решений.

## Разные варианты уровня потерь при дефолте
В зависимости от решаемых задач оценки кредитного риска, используют либо уровень потерь при дефолте во время рецессии (англ. downturn LGD) либо усредненный уровень потерь во время всего экономического цикла (англ. through-the-cycle). 
Также различают экономический уровень потерь при дефолте, когда выплаты по обязательствам после дефолта учитываются с поправкой на инфляцию и на затраты на получение этих выплат (например, судебные издержки), и бухгалтерский уровень потерь при дефолте, когда выплаты по обязательствам после дефолта не учитывают инфляцию и сопряженные с получением этих выплат затраты.